# Couteau à palette
Pour les articles homonymes, voir couteau (homonymie).

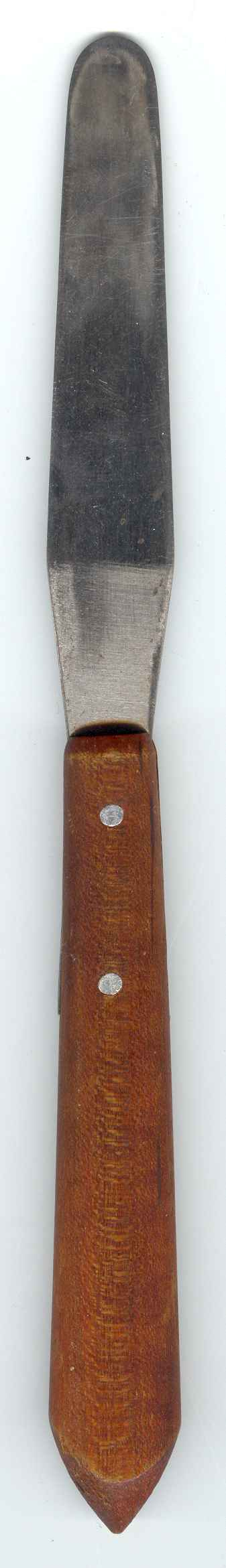
Couteau à palette

Le couteau à palette est un outil pour artistes qui permet de mélanger les couleurs en pâte (huile, acrylique) sur la palette.
Il sert aussi à ramasser et racler les couleurs en fin de travail.

## Description
Il possède une lame en acier flexible de différentes tailles (longue, courte) et formes (triangulaire, rectangulaire).
La lame est dans le prolongement du manche, contrairement au couteau à peindre qui possède un manche fin et coudé.
Il n'est donc pas utilisé pour travailler directement sur la toile.

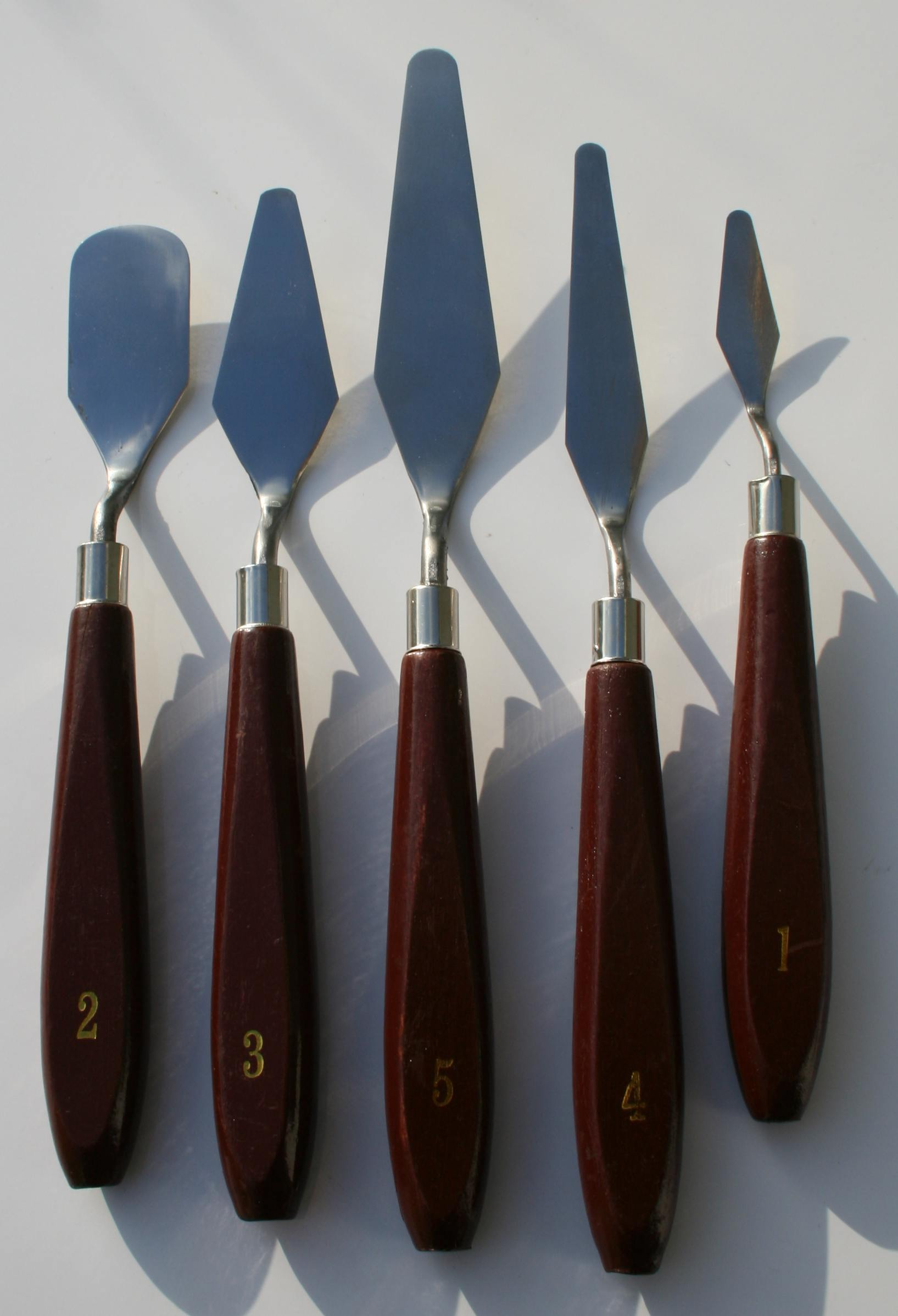
Couteaux à peindre

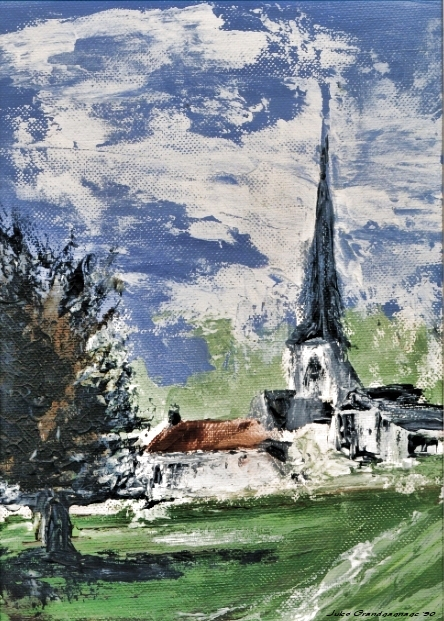
Peinture au couteau à peindre